# Juan Mencarini Pierotti

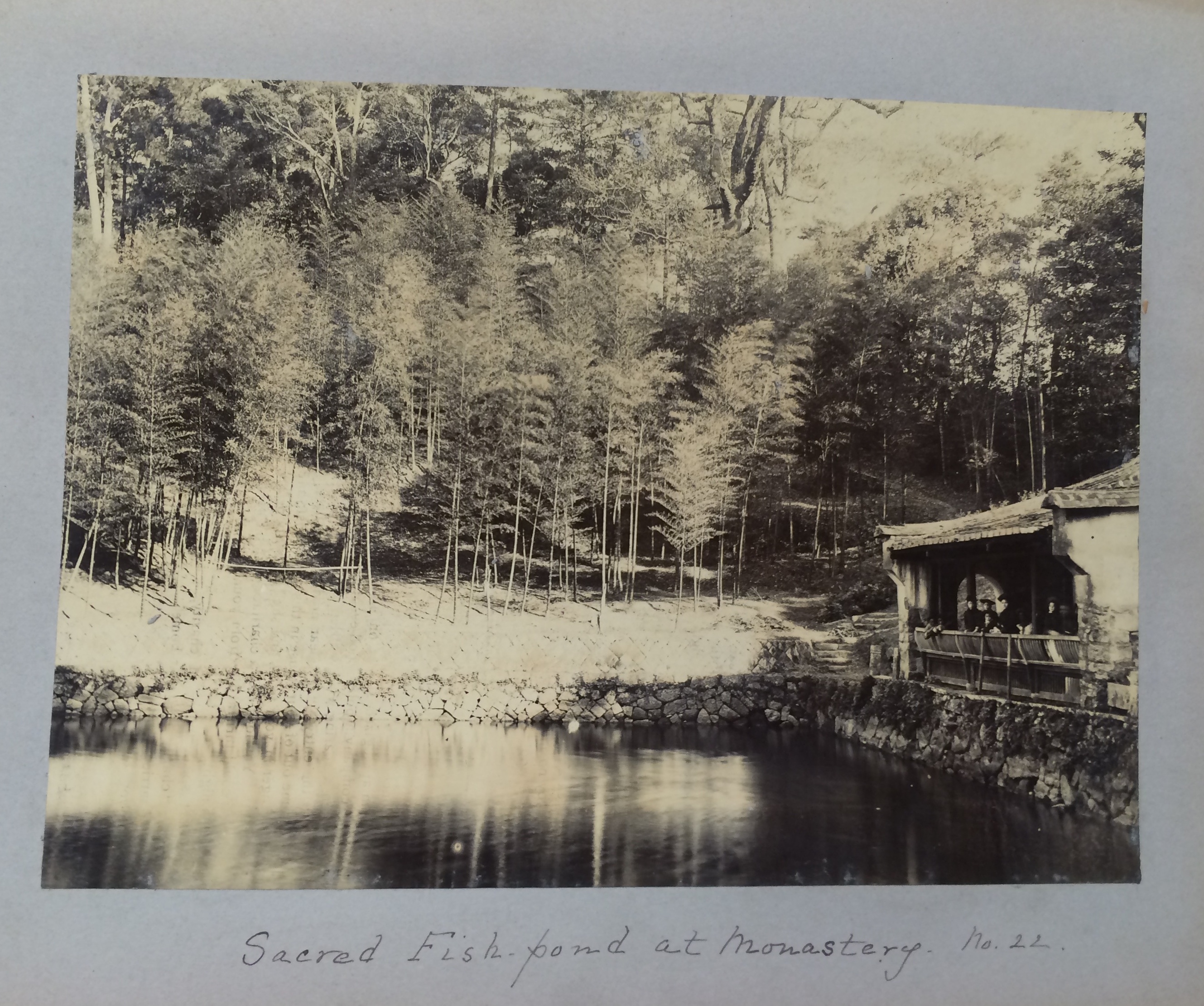
Fotografía del estanque frente al monasterio de Gushan (Fuzhou), conservada en el "Foochow album", Harvard Yenching-Library, Harvard University, #013348443.

Juan Mencarini Pierotti (Alejandría, Egipto, 15 de junio de 1860- Manila, Filipinas, 29 de abril de 1939) fue un empleado de rango medio-alto en las Aduanas Imperiales del Imperio chino entre 1881 y 1912. Tras abandonar voluntariamente las Aduanas, Mencarini registró una empresa de importación y exportación en Shanghái y ejerció de agregado comercial del consulado de España en la ciudad. En paralelo a su carrera profesional, Mencarini participó activamente en diversas asociaciones culturales y académicas y contribuyó al desarrollo de la filatelia e historia postal en Asia oriental así como de la fotografía amateur.
Reseña biográfica
En 1854, el padre de Juan Mencarini, Albino Mencarini (Viterbo, 1828 - vapor Oxus, Mar Rojo, 1886) ingresó en cuerpo diplomático español en calidad de intérprete-canciller del consulado de Jerusalén y, en 1860, en el de Alejandría, donde nacería Juan del matrimonio con Ida Pierotti. Tras obtener la nacionalidad española en 1862, en 1865 fue nombrado cónsul de segunda clase de El Cairo y, un año más tarde, de Singapur. En 1878, con su nombramiento como cónsul de primera clase en Hong Kong se inicia la estancia de la familia en China. 
Juan Mencarini recibió su educación en Madrid y Singapur. En 1881, Mencarini fue admitido en el Revenue Department de las Aduanas Imperiales chinas (Chinese Maritime Customs Service) en la provincia de Guangdong, si bien pasaría los primeros años en el Inspectorate General de Beijing estudiando chino. En los años siguientes, como era práctica habitual en las Aduanas, Mencarini cambió de destino en numerosas ocasiones: Xiamen (1883), Tamsui (puerto de Taipéi, 1884), Shanghái (1889), Fuzhou (1892), Xiamen (1896), Hankou (1900), Shanghái (1903) y de nuevo Xiamen (1907), ascendiendo gradualmente de rango desde la posición de 4º asistente B a comisionado interino. El nombre chino de Mencarini fue 绵嘉义; pinyin: Mián jiāyì.
Tras abandonar voluntariamente las Aduanas en 1912, Mencarini registró una empresa de importación-exportación, Mencarini & Co. (nombre chino, 綿義; pinyin: Mián yì). Ejerció además, entre 1912-1916, de agregado comercial del consulado español en Shanghái. En los años siguientes Mencarini también fue propietario o socio de diferentes negocios dedicados al algodón crudo y manufacturado, el oro (The National Trading Association Ltd.), el sector inmobiliario y las finanzas (Staple, Wares, Real Estates & Stock Exchange Ltd.).
Junto a su esposa Rosario Blanco Mendieta (se casaron en Manila el 1 de marzo de 1886) y su extensa familia, los Mencarini abandonaron China en 1923 y se establecieron en Manila, donde Juan Mencarini trabajó de profesor de chino para los funcionarios del Bureau of Internal Revenue y escribió un manual de chino. En Manila, Mencarini también fundó y presidió la Asociación Filatélica de Filipinas (1925), convirtiéndose en su presidente honorario y Life Technical Adviser en 1937. Su interés por la fotografía no decreció, y el 19 de agosto de 1928 participó en la fundación del Camera Club of the Philippines. Juan Mencarini falleció en Manila el 29 de abril de 1929.
Contribución a la fotografía amateur en China
Mencarini participó en la fundación del China Camera Club (影相会 Yǐng xiāng huì), pionera asociación de fotógrafos extranjeros amateurs en China, hacia 1890. En noviembre de 1892, una vez asignado al puerto de Fuzhou, Mencarini fundó el Foochow Camera Club. Estas asociaciones eran fuente de instrucción y entretenimiento, organizaban charlas sobre aspectos técnicos de la fotografía y exposiciones de sus miembros.
Las fotografías del propio Mencarini obtuvieron cierto reconocimiento, como la medalla de oro a la fotografía de paisajes en la exposición de la Shanghai Amateur Photographic Society (anteriormente China Camera Club) en febrero de 1905. Sus fotografías ilustraron numerosos artículos para la prensa española, y se reprodujeron en álbumes de recuerdos de otros extranjeros, como el cónsul americano Samuel Levis Gracey  y el cónsul francés Ernest Frandon, así como en libros, como The Land of the Blue Gown, de Alicia Little.